# Têtes de suppliciés
Têtes de suppliciés est un tableau réalisé par le peintre français Théodore Géricault vers 1818. D'un format horizontal, cette huile sur toile représente deux têtes humaines décapitées posées sur un drap blanc : à droite, au premier plan, celle d'un homme les yeux ouverts et à gauche, au second plan, celle d'une femme aux yeux clos. L'œuvre est conservée depuis 1918 au Nationalmuseum, à Stockholm, en Suède.

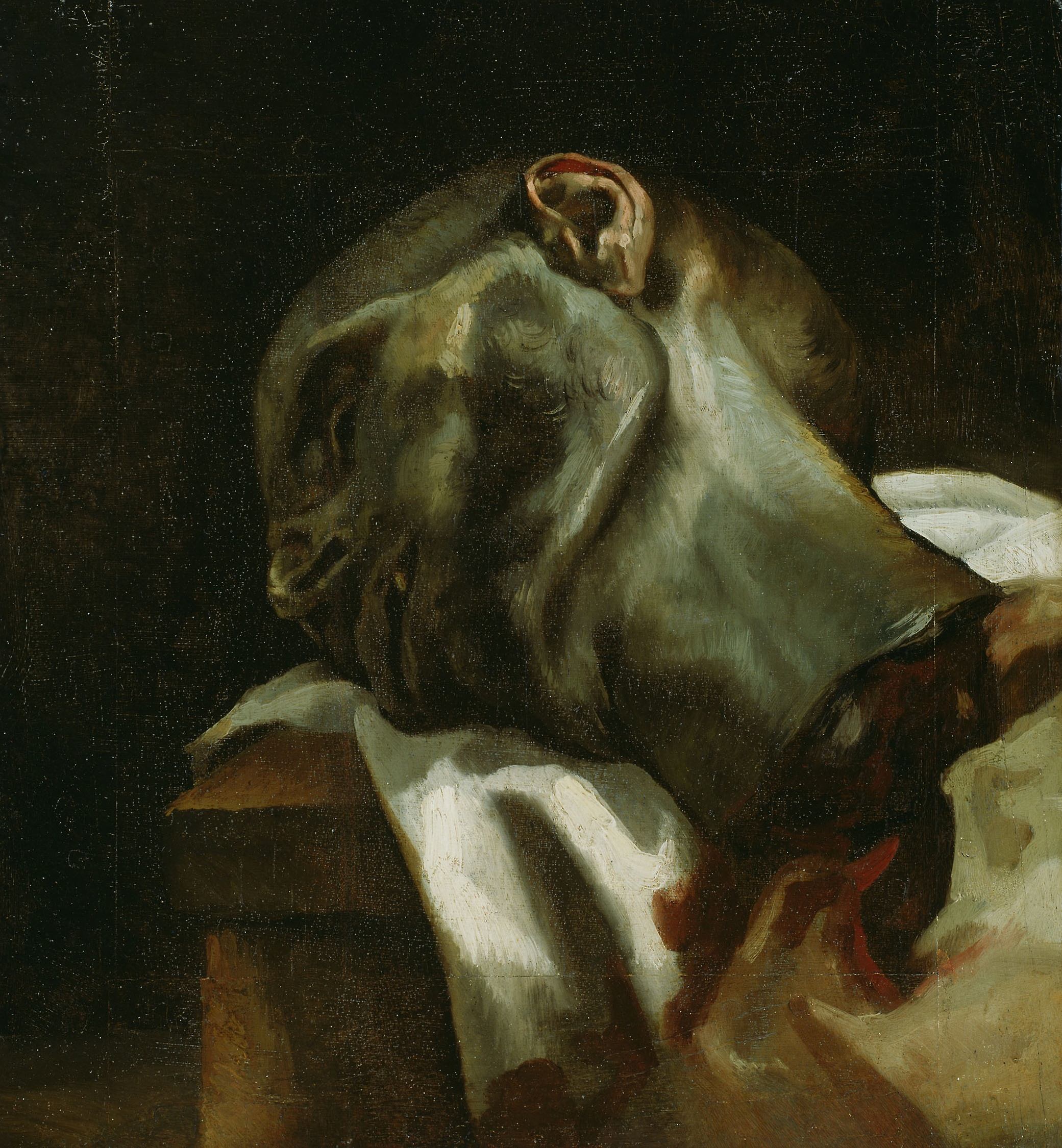
Tête d'un homme guillotiné, 1818-1819 – Art Institute of Chicago, Chicago.